# Jiangjun (Tainan)
Jiangjun (chinesisch 將軍區, Tongyong Pinyin Jiangjyun Cyu, W.-G. Chiang1-chün1 Ch'ü1, Pe̍h-ōe-jī Chiong-kun-khu) ist ein Bezirk der regierungsunmittelbaren Stadt Tainan im Südwesten der Republik China auf Taiwan.

## Lage und Beschreibung
Jiangjun liegt an der Küste der Formosastraße, etwa 15 bis 20 Kilometer nordwestlich des alten Stadtzentrums von Tainan im Südwesten der Jianan-Ebene. Der Stadtbezirk hat etwa die Form eines liegenden Rechtecks mit den Kantenlängen 9–10 × 4–5 Kilometer. Die nördliche und größtenteils auch östliche Begrenzung bildet der gleichnamige Fluss Jiangjun (將軍溪,  Jiāngjūn Xī). Die benachbarten Bezirke sind im Süden Qigu, im Südosten Jiali, im Nordosten Xuejia und im Norden Beimen. Jiangjun hat im südlichen Abschnitt einen kleinen Anteil (0,6573 km²) an der Landfläche des Taijiang-Nationalparks.

## Geschichte
Der Ortsname Jiangjun (將軍 – „General, Oberbefehlshaber“) bezieht sich auf den Qing-Admiral Shi Lang (施琅), der eine entscheidende Rolle bei der Unterwerfung des von Zheng Chenggong begründeten Königreichs Tungning spielte. Als Belohnung für seine Leistungen erhielt er Landbesitz im Bereich des heutigen Stadtbezirks Jiangjun zugesprochen. Während der japanischen Kolonialzeit (1895–1945) wurde die Region als ‚Dorf Jiangjun‘ (將軍庄, chin. Jiangjyun Zhuāng, japan. Shōgun-shō) organisiert. Daraus entstand nach Übernahme Taiwans durch die Republik China die Landgemeinde Jiangjun (將軍鄉,  Jiāngjūn Xiāng) im neu eingerichteten Landkreis Tainan. Mit der Auflösung des Landkreises und der Angliederung der Landkreisgemeinden an die Stadt Tainan am 25. Dezember 2010 wurde Jiangjun zu einem Stadtbezirk (區,  Qū) Tainans.

## Bevölkerung
Im Jahr 1946 zählte Jiangjun 25.313 Einwohner. Die Einwohnerzahl stieg danach kontinuierlich und erreichte im Jahr 1966 mit 32.666 einen Maximalstand. Ab Anfang der 1970er nahm die Bevölkerung wieder ab und unterschritt im Jahr 2017 erstmals die 20.000-Einwohner-Marke. Der Anteil der indigenen Bevölkerung ist mit 0,2 % sehr gering.

## Verwaltungsgliederung
Nach 1945 war die damalige Landkreisgemeinde Jiangjun zunächst in 24 Dörfer (村,  Cūn) unterteilt. Später wurden einige Dörfer zusammengelegt und die Zahl reduzierte sich auf 18. Nach der Eingemeindung in die Stadt Tainan wurden aus den Dörfern Ortsteile (里,  Lǐ). Am 29. Januar 2018 und 30. April 2018 erfolgte eine neuerliche Verwaltungsreform und die Zahl der Ortsteile wurde auf 12 verringert.
| Gliederung Jiangjuns |
|                      |

1 Kunni (鯤鯓里)

2 Kunming (鯤溟里)

3 Jiangjun (將軍里)

4 Xijia (西甲里)

5 Changrong (長榮里)

6 Zhongjia (忠嘉里)

7 Lingzailiao (苓仔寮里)

8 Xiangpu (巷埔里)

9 Yushan (玉山里)

10 Guangshan (廣山里)

11 Changsha (長沙里)

12 Pingsha (平沙里)

## Verkehr
Die beiden Hauptverkehrsstraßen verlaufen in Nord-Süd-Richtung: zum einen die Provinz-Schnellstraße 61 in relativer Küstennähe und zum anderen weiter im Landesinneren die Provinzstraße 17. Daneben gibt es ein Netz von kleineren Gemeindestraßen.

## Landwirtschaft und Fischerei
Die Böden von Jiangjun sind alkalisch, salzhaltig und nicht sehr ertragreich. Traditionell werden Karotten in großer Menge angebaut und der Bezirk gilt als Hauptanbaugebiet hierfür in Taiwan. In neuerer Zeit wird zunehmend die Große Klette (Arctium lappa) kultiviert, die als Gemüse (牛蒡,  Niúbàng) verzehrt wird (窮人的人參,  Qióngrén De Rénshēn – „Arme-Leute-Ginseng“). Große Bedeutung hat der Fischereihafen. Die früher bedeutende Salzgewinnung aus dem Meer spielt heute keine Rolle mehr. Zu den örtlichen Spezialitäten gehört Karasumi, der aus Meeräschenrogen hergestellt wird. Eine weitere Spezialität ist eingelegter Senf.

## Besonderheiten und touristische Ziele
Ein Ziel von Touristen ist das Küstenerholungsgebiet Mashagou (馬沙溝濱海遊憩區,  Mǎshāgōu Bīnhǎi Yóuqì Qū) nördlich des Hafens, wo es einen ausgedehnten Sandstrand gibt. Im Fischereihafen finden Fischauktionen und Direktverkäufe statt. Im Ortsteil Xijia gibt es ein kleines Kunstmuseum für zeitgenössische Kunst (方圓美術館,  Fāngyuán Měishùguǎn – „Fangyuan-Kunstmuseum“).

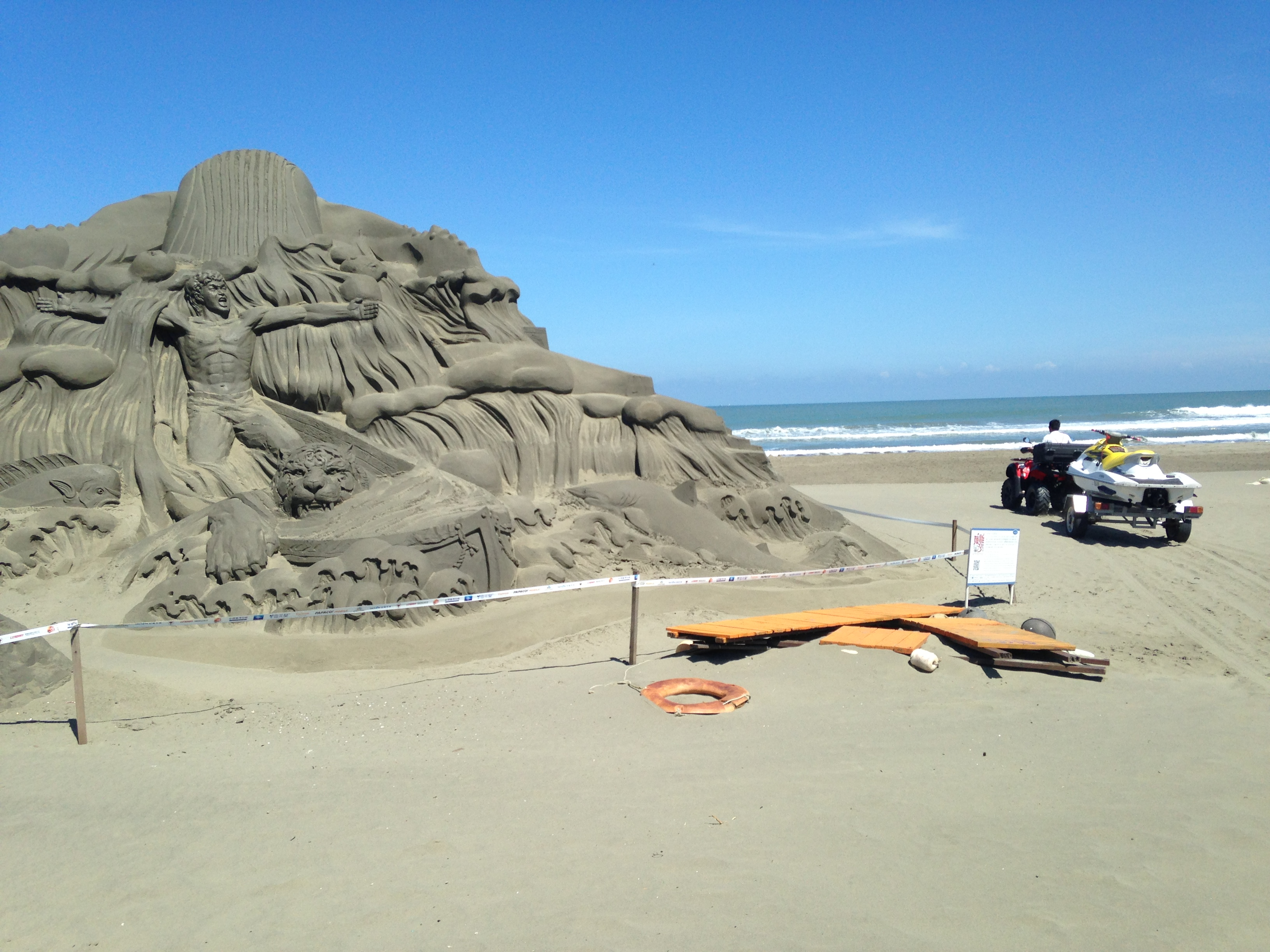
Sandskulpturen in Mashagou
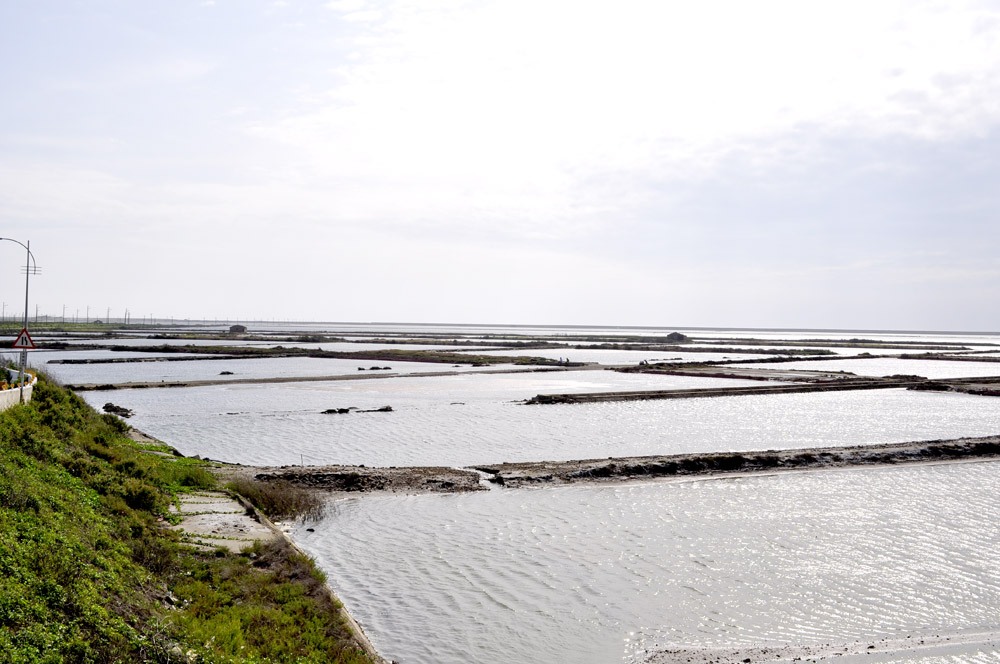
Salzlagune
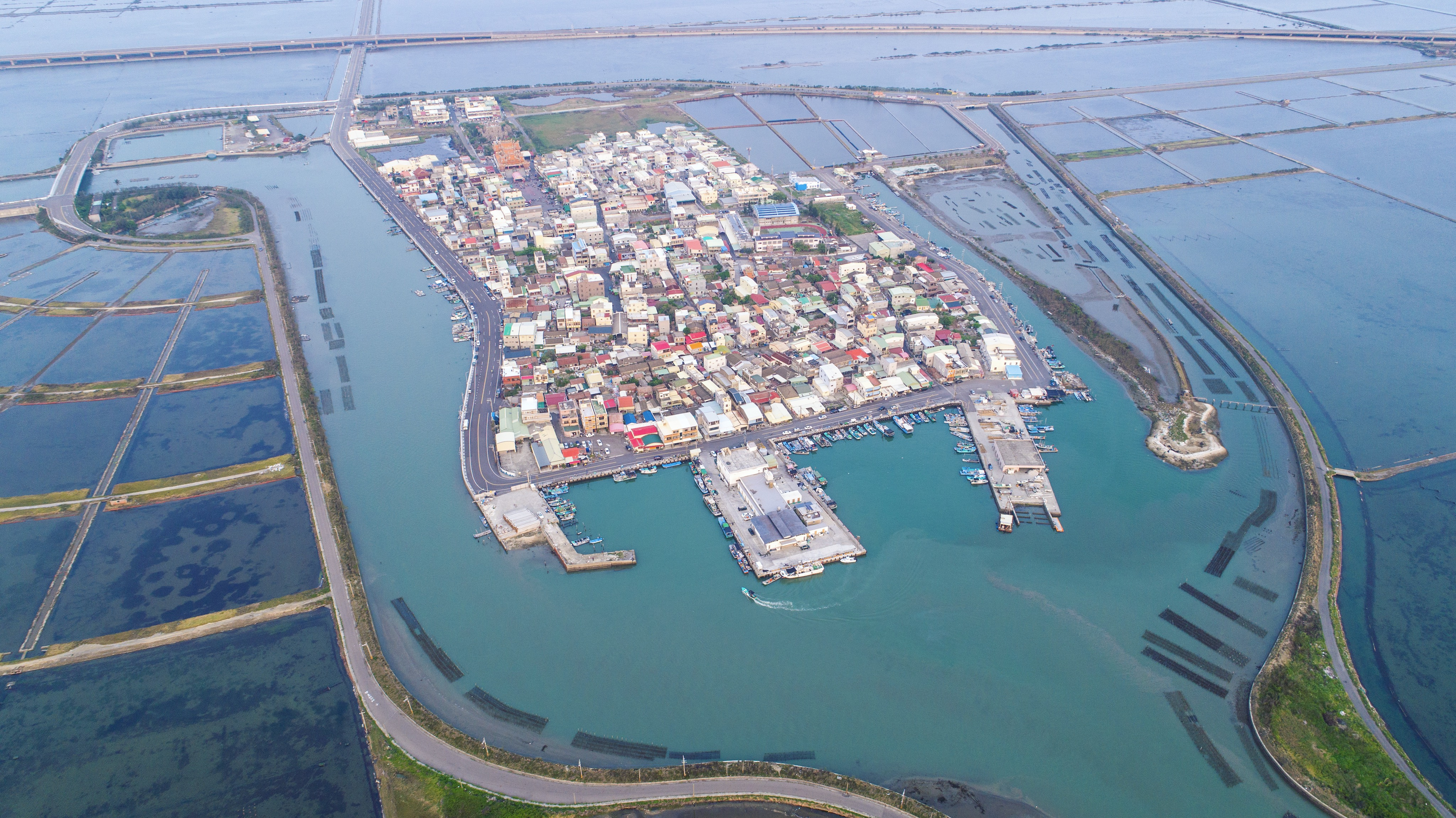
Fischereihafen von Jiangjun